# Rouleau de neige

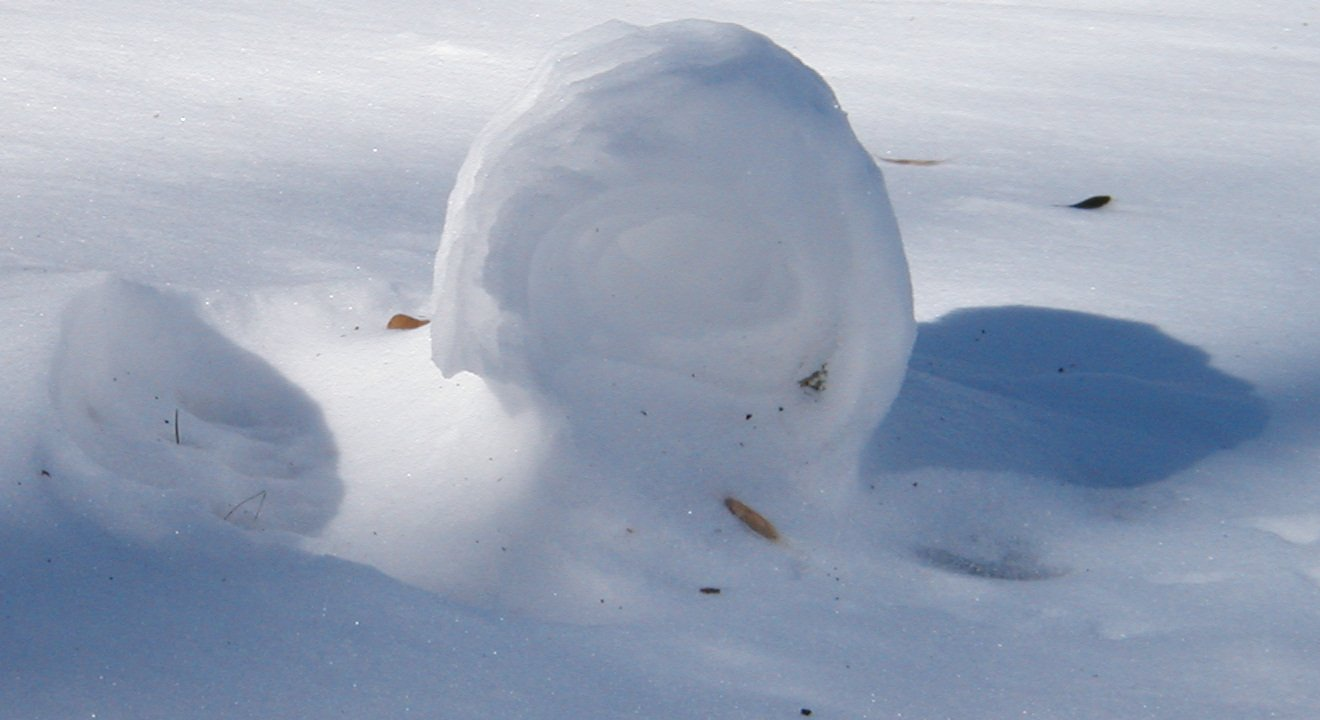
Rouleau de neige dans un champ à Cincinnati

Un rouleau de neige est une masse cylindrique de neige qui se forme le plus souvent en régions montagneuses lorsque de la neige mouillée, emportée par le vent, se met à rouler sur une surface généralement en pente. Il s'agit d'un phénomène assez rare dont l'apparition demande plusieurs conditions météorologiques et physiques. Les rouleaux se forment quand la neige est suffisamment cohésive pour que le vent puisse la soulever comme une crêpe et lorsqu'elle repose sur une surface lisse sur laquelle elle n'adhère pas. 

## Conditions de formation

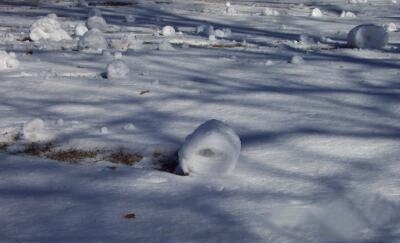
Rouleaux formés dans un champ sur une surface gazonnée.

Les rouleaux de neige sont formés à partir d'une couche la neige qui s'est accumulée au sol alors que la température est près du point de congélation et que l'humidité relative de l'air est élevée. Ce type de neige est légèrement fondante et les cristaux de glace qui la forme sont plus ou moins soudés entre eux par des gouttes d'eau et forme une pâte malléable. Il s'agit du même type de neige qui est propice à utiliser pour faire des boules de neige.
Il faut ensuite que la couche repose sur une surface suffisamment lisse pour que la neige ne puisse y adhérer. En général, ce sera une surface glacée ou de neige durcie. Cependant, il peut s'agir également d'autres surfaces comme du gazon pressé et gelé. La couche de neige doit être assez mince pour que le vent puisse la décoller de la surface sous-jacente. Le vent doit être juste assez fort pour soulever la neige sans la briser, ni la souffler au loin.
Finalement, il est préférable que la température descende sous le point de congélation durant ou après la formation des rouleaux afin qu'ils persistent.
Assez rares, ces rouleaux de neige se forment en régions montagneuses lorsque la neige mouillée est emportée par le vent et se met à descendre une pente. Cela ne peut se faire que si la neige est suffisamment cohésive et que la surface est lisse. Il arrive que certains de ces rouleaux prennent la forme de donuts  si le centre du rouleau s'effondre.

## Processus

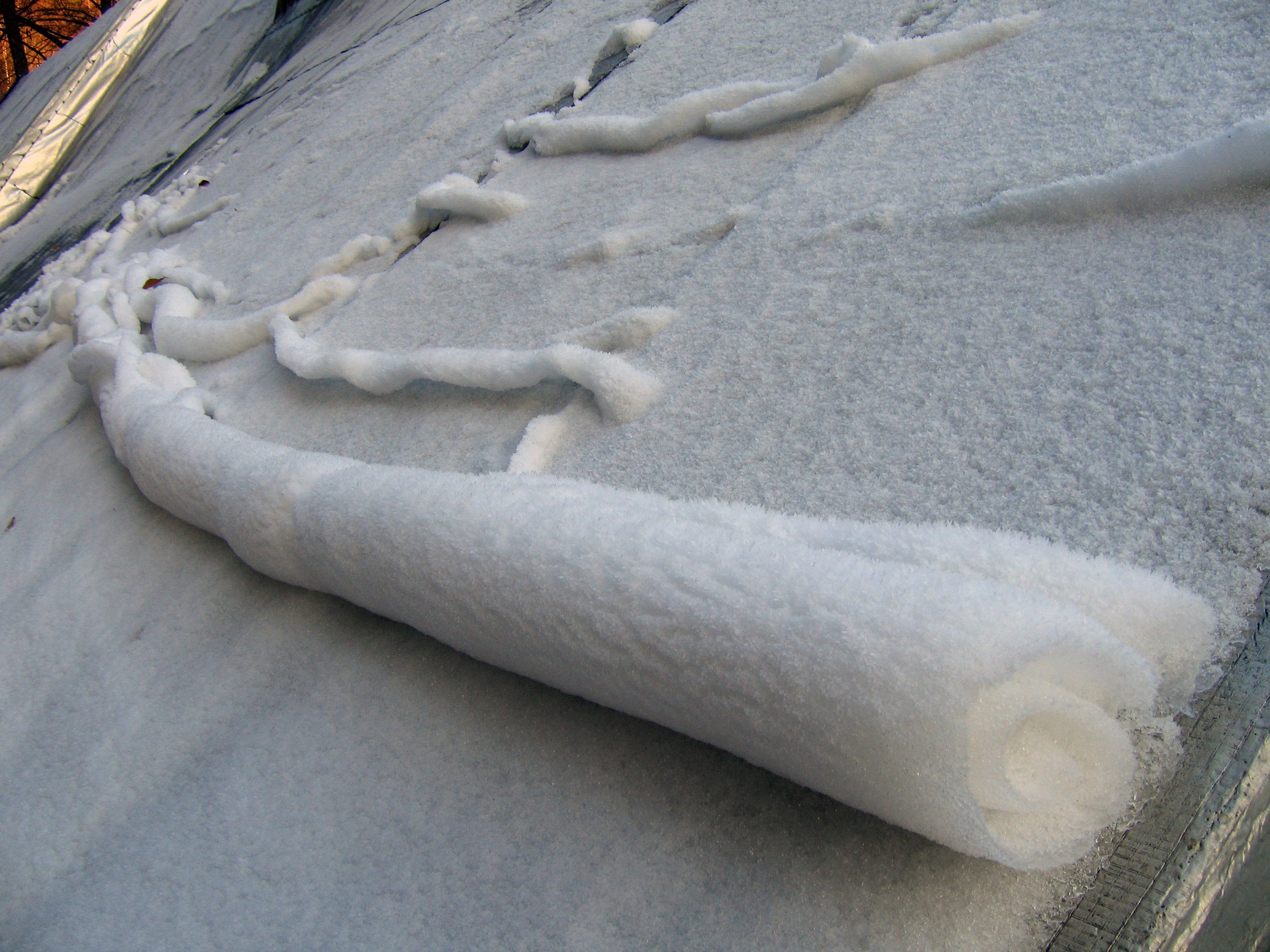
Rouleaux de neige sur un toit en pente

Il faut d'abord que la neige s'accumule au sol de manière assez uniforme ce qui demande des vents assez faibles. Ensuite, le vent doit se lever et soulever un rebord de la couche de neige fraîchement tombée, juste assez pour qu'elle retombe en aval comme une crête. Si le vent est assez persistant et continue à pousser sur ce début de rouleau, le processus génère un rouleau à plusieurs couches, comme faire une boule pour un bonhomme de neige. Ce genre de conditions météorologiques est typique du passage d'un front froid qui donne de la neige avant son passage dans de l'air doux et que les vents se lèvent derrière lui alors que le ciel se dégage.
Ce processus est aidé si le vent souffle dans une pente descendante, la gravité aidant à faire retomber la « crêpe » initiale plus loin du point de soulèvement et à forcer le rouleau vers le bas de la pente. C'est pourquoi ce phénomène se retrouve surtout en montagnes ou sur un toit en pente. Cependant, il a été noté dans des champs plats,. 
Les rouleaux peuvent également avoir comme origine une plaque de neige de même type qui tombe d'une branche d'arbre et se met à rouler dans une pente, aidée dans sa formation par la gravité et le vent.

## Forme
Les rouleaux de neige sont en général de forme cylindrique. Ils peuvent avoir plusieurs centimètres de diamètre, voir quelques dizaines de centimètres. Sur le site du National Weather Service à Spokane, dans l’État de Washington, des rouleaux atteignant 60 cm de diamètre ont été photographiés. 
Leur centre est le plus souvent vide parce que la première couche du rouleau n'est pas compactée par la rotation sur le sol comme les couches externes et fond souvent avant d'être remarquée par un observateur.